# Dziawguny
Dziawguny (biał. Дзяўгуны; ros. Девгуны) – chutor na Białorusi, w obwodzie witebskim, w rejonie postawskim, w sielsowiecie Komaje.

## Historia
W czasach zaborów wieś w gminie Hoduciszki, w powiecie święciańskim Imperium Rosyjskiego. W 1866 roku miała 142 mieszkańców w 17 domach. W 1905 roku liczyła 231 mieszkańców, 335 dziesięcin.
W dwudziestoleciu międzywojennym wieś leżała w Polsce, w województwie wileńskim, w powiecie święciańskim, w gminie Komaje.
W 1931 w 45 domach zamieszkiwało 213 osób.
Miejscowość należała do parafii prawosławnej w Komajach. Podlegała pod Sąd Grodzki w Hoduciszkach i Okręgowy w Wilnie; właściwy urząd pocztowy mieścił się w Komajach.
W wyniku napaści ZSRR na Polskę we wrześniu 1939 miejscowość znalazła się pod okupacją sowiecką. 2 listopada została włączona do Białoruskiej SRR. Od czerwca 1941 roku pod okupacją niemiecką. W 1944 miejscowość została ponownie zajęta przez wojska sowieckie i włączona do Białoruskiej SRR.
Do 2004 roku w sielsowiecie Mieguny.